# Liste der Brücken über den Jaunbach
Die Liste der Brücken über den Jaunbach enthält die Brücken des Jaunbachs in den Schweizer Kantonen Bern und Freiburg, von der Quelle im Jaungrund bei Abländschen bis zur Mündung in den Greyerzersee bei Broc.

## Brückenliste
46 Brücken überqueren den Bach: 17 Strassen-, 15 Feldweg-, 13 Fussgängerbrücken und eine Rohrleitungsbrücke.
| Bild | Name                                               | Ort                           | Lage | Funktion                                                                          | Konstruktion                           | Material    | Länge in m | Höhe m ü. M. | Bemerkungen |
| ---- | -------------------------------------------------- | ----------------------------- | ---- | --------------------------------------------------------------------------------- | -------------------------------------- | ----------- | ---------- | ------------ | --- |
|      | Brücke bei Punkt 1361                              | Abländschen – Zweisimmen      |      | Feldwegbrücke                                                                     | Balkenbrücke                           | Beton       | 9          | 1361         | - Brücke ohne Geländer mit Asphaltfahrbahn - Fahrverbot für Motorwagen, Motorräder und Motorfahrräder: Zubringerdienst gestattet - Bergwanderweg |
|      | Jaungrundweg-Brücke                                | Abländschen – Boltigen        |      | Feldwegbrücke                                                                     | Balkenbrücke                           | Beton       | 13         | 1327         | - Brücke mit Metallgeländer und Asphaltfahrbahn - Fahrverbot für Motorwagen, Motorräder und Motorfahrräder: Zubringerdienst gestattet |
|      | Brücke unterhalb Schwand                           | Abländschen                   |      | Feldwegbrücke                                                                     | Balkenbrücke                           | Beton       | 11         | 1248         | - Brücke mit Metallgeländer und Asphaltfahrbahn |
|      | Brücke bei Moos                                    | Abländschen                   |      | Feldwegbrücke mit Rohrleitung an der Brückenwand                                  | Balkenbrücke                           | Beton       | 14         | 1219         | - Brücke mit Schranke, Metallgeländer und Asphaltfahrbahn |
|      | Brücke bei Zitbödeli                               | Abländschen                   |      | Feldwegbrücke                                                                     | Balkenbrücke                           | Beton       | 14         | 1208         | - Brücke mit Schranke, Metallgeländer und Asphaltfahrbahn - Bergwanderweg |
|      | Abländschenstrasse-Brücke                          | Abländschen                   |      | Strassenbrücke (zweispurig)                                                       | Balkenbrücke                           | Beton       | 21         | 1202         | - Brücke mit Metallgeländer und Asphaltfahrbahn - Maximale Tragfähigkeit: 34 t - PostAuto-Buslinie 185 (Saanen – Abländschen – Jaun (Mittelberg-Linie)) - Veloland-Route 59 Saanenland–Freiburgerland (Etappe 2 Les Diablerets – Jaun) |
|      | Fussgängersteg bei Schuemachersweidli              | Abländschen                   |      | Fussgängerbrücke                                                                  | Balkenbrücke                           | Stahl       | 13         | 1185         | - Brücke ohne Geländer mit Gitterrostboden |
|      | Abländschenstrasse-Brücke                          | Jaun                          |      | Strassenbrücke (zweispurig)                                                       | Balkenbrücke                           | Beton       | 19         | 1145         | - Brücke mit Metallgeländer und Asphaltfahrbahn - Maximale Tragfähigkeit: 34 t - PostAuto-Buslinie 185 (Saanen – Abländschen – Jaun (Mittelberg-Linie)) - Veloland-Route 59 Saanenland–Freiburgerland (Etappe 2 Les Diablerets – Jaun) |
|      | Unter Niggi-Brücke                                 | Jaun                          |      | Feldwegbrücke                                                                     | Balkenbrücke                           | Beton       | 6          | 1124         | - Brücke mit Metallgeländer und Asphaltfahrbahn |
|      | Unter Wälschweidli-Brücke                          | Jaun                          |      | Feldwegbrücke                                                                     | Balkenbrücke                           | Beton       | 11         | 1092         | - Brücke mit Holzgeländer und Holzfahrbahn |
|      | Abländschenstrasse-Brücke                          | Jaun                          |      | Strassenbrücke (zweispurig)                                                       | Balkenbrücke                           | Beton       | 16         | 1056         | - Brücke mit Metallgeländer und Asphaltfahrbahn - Maximale Tragfähigkeit: 34 t - PostAuto-Buslinie 185 (Saanen – Abländschen – Jaun (Mittelberg-Linie)) - Veloland-Route 59 Saanenland–Freiburgerland (Etappe 2 Les Diablerets – Jaun) - Schneeschuhwandern-Parcours 274 Oberbach Trail (Jaun, Oberbach – Oberfang–Büel – Jaun, Oberbach) |
|      | Egg-Brücke                                         | Jaun                          |      | Strassenbrücke (einspurig)                                                        | Balkenbrücke                           | Beton       | 10         | 1033         | - Brücke mit Metallgeländer und Asphaltfahrbahn |
|      | Brücke bei Ei                                      | Jaun                          |      | Feldwegbrücke                                                                     | Balkenbrücke                           | Beton       | 9          | 1027         | - Brücke ohne Geländer mit Holzbretterboden |
|      | Schattenhalb-Brücke                                | Jaun                          |      | Strassenbrücke (zweispurig) mit Rohrleitung an der Brückenwand                    | Balkenbrücke                           | Beton       |            | 1022         | - Brücke mit Metall- und Holzgeländer und Betonfahrbahn - Schneeschuhwandern-Parcours 274 Oberbach Trail (Jaun, Oberbach – Oberfang–Büel – Jaun, Oberbach) |
|      | Brücke bei Talstation Gastlosen                    | Jaun                          |      | Fussgängerbrücke                                                                  | Balkenbrücke                           | Holz        | 11         | 1019         | - Brücke mit Holzgeländer und Holzbretterboden - Wanderweg |
|      | Sattelbachstrasse-Brücke                           | Jaun                          |      | Strassenbrücke (einspurig) mit Rohrleitung an der Brückenwand                     | Balkenbrücke                           | Beton       | 12         | 1012         | - Brücke mit Betonbrüstung und Asphaltfahrbahn - Höchstgeschwindigkeit 50 km/h - Verbot für Gesellschaftswagen - Wanderland-Route 78 Freiburger Voralpenweg (Etappe 4 Jaun – Soldatenhaus) - Schneeschuhwandern-Parcours 273 Soldatenhaus Trail (Musersbergli – Jaun) - Wohnstrasse |
|      | Brücke bei Dara                                    | Jaun                          |      | Fussgängerbrücke                                                                  | Balkenbrücke                           | Stahl       | 10         | 997          | - Brücke mit Holzgeländer und Holzboden - Wanderweg |
|      | Mülimatta-Brücke                                   | Jaun                          |      | Strassenbrücke (zweispurig)                                                       | Balkenbrücke                           | Holz        | 12         | 989          | - Brücke mit Holzgeländer und Holzfahrbahn - Maximale Tragfähigkeit: 3,5 t - Sackgasse |
|      | Brücke bei Rütti                                   | Jaun                          |      | Feldwegbrücke                                                                     | Balkenbrücke                           | Stahl       | 20         | 975          | - Brücke mit Metallgeländer und Holzbalkenfahrbahn - Der alte Saumpfad über die Reidigenalp führt über die Brücke. - Schneeschuhwandern-Parcours 272 Charmey – Jaun (Charmey – Im Fang – Jaun) |
|      | Brücke beim Kraftwerk Jaun                         | Jaun                          |      | Feldwegbrücke                                                                     | Balkenbrücke                           | Holz        | 16         | 966          | - Brücke mit Holzgeländer und Holzbalkenfahrbahn - Wanderland-Route 3 Alpenpanorama-Weg (Etappe 21 Jaun – Gruyères) - Langlaufen-Piste 202 Piste de la vallée de la Jogne (Charmey – Im Fang – Jaun) |
|      | Brücke bei Chuerzi                                 | Jaun                          |      | Fussgängerbrücke                                                                  | Balkenbrücke                           | Holz        | 9          | 959          | - Die Brücke wurde 2000 erbaut. - Brücke mit Holzgeländer und Holzbalkenboden - Langlaufen-Piste 202 Piste de la vallée de la Jogne (Charmey – Im Fang – Jaun) |
|      | Gassaweg-Brücke                                    | Im Fang                       |      | Feldwegbrücke                                                                     | Balkenbrücke                           | Beton       | 12         | 946          | - Brücke mit Metallschranke, Betonbrüstung und Betonboden - Wanderland-Route 3 Alpenpanorama-Weg (Etappe 21 Jaun – Gruyères) - Schneeschuhwandern-Parcours 272 Charmey – Jaun (Charmey – Im Fang – Jaun) |
|      | Brücke bei Fuhra                                   | Im Fang                       |      | Feldwegbrücke                                                                     | Balkenbrücke                           | Holz        | 16         | 929          | - Die Brücke wurde 2000 erbaut. - Brücke mit Holzgeländer und Holzbretterfahrbahn - Der alte Saumpfad über die Reidigenalp führt über die Brücke. - Wanderland-Route 3 Alpenpanorama-Weg (Etappe 21 Jaun – Gruyères) - Langlaufen-Piste 202 Piste de la vallée de la Jogne (Charmey – Im Fang – Jaun) - Schneeschuhwandern-Parcours 272 Charmey – Jaun (Charmey – Im Fang – Jaun) |
|      | Hauptstrasse-Brücke                                | Im Fang                       |      | Strassenbrücke (zweispurig) mit Rohrleitung an der Brückenwand 189                | Balkenbrücke                           | Beton       | 38         | 928          | - Brücke mit Metallgeländer und Asphaltfahrbahn - Höchstgeschwindigkeit 80 km/h - Die Brücke befindet sich bei der Galerie Zur Eich. - TPF-Buslinien 245 (Fribourg – La Roche – Charmey (Gruyère) – Jaun) und 260 (Gruyère – Charmey (Gruyère) – Jaun) - Veloland-Route 59 Saanenland–Freiburgerland (Etappe 3 Jaun – Fribourg) |
|      | Brücke bei Fangers-Au                              | Im Fang                       |      | Fussgängerbrücke                                                                  | Balkenbrücke                           | Stahl       | 17         | 921          | - Die Brücke wurde 2022 erbaut. - Brücke mit Holzgeländer und Holzbretterboden |
|      | Sportplatzweg-Brücke                               | Im Fang                       |      | Feldwegbrücke                                                                     | Balkenbrücke                           | Stahl       | 12         | 918          | - Brücke mit Holzgeländer und Holzbalkenfahrbahn - Allgemeines Fahrverbot: Anstösser gestattet - Maximale Tragfähigkeit: 8 t - Wanderland-Route 3 Alpenpanorama-Weg (Etappe 21 Jaun – Gruyères) - Schneeschuhwandern-Parcours 272 Charmey – Jaun (Charmey – Im Fang – Jaun) |
|      | Brücke bei Bifang                                  | Im Fang                       |      | Fussgängerbrücke mit Rohrleitung an der Brückenwand                               | Balkenbrücke                           | Stahl       | 11         | 913          | - Brücke mit Holzgeländer und Holzbalkenboden |
|      | Hinteri Weid-Brücke                                | Im Fang                       |      | Feldwegbrücke                                                                     | Balkenbrücke                           | Stahl       | 12         | 908          | - Brücke mit Holzgeländer und Holzbalkenfahrbahn - Allgemeines Fahrverbot - Wanderland-Route 3 Alpenpanorama-Weg (Etappe 21 Jaun – Gruyères) - Schneeschuhwandern-Parcours 272 Charmey – Jaun (Charmey – Im Fang – Jaun) |
|      | Le Brésil-Brücke                                   | Im Fang – Charmey             |      | Strassenbrücke (zweispurig)                                                       | Balkenbrücke                           | Beton       | 14         | 894          | - Brücke mit Metallgeländer und Dirtroad (Schotterbelag) - Privates Areal, Kieswerk, Eingang verboten für nicht bewilligte Personen |
|      | Brücke bei Brésil                                  | Im Fang – Charmey             |      | Fussgängerbrücke                                                                  | Balkenbrücke                           | Stahl       | 20         | 891          | - Die Brücke wurde 1995 erbaut. - Brücke mit Holzgeländer und Holzbalkenboden - Wanderland-Route 3 Alpenpanorama-Weg (Etappe 21 Jaun – Gruyères) - Schneeschuhwandern Parcours 272 Charmey – Jaun (Charmey – Im Fang – Jaun) - Der Übergang ist nicht behindertengerecht (Stufen). - Schweizerische Bankgesellschaft / Staltenstein 1995 VV Jaun-Im Fang / SD Charmey |
|      | Pont du Roc-Brücke                                 | Charmey                       |      | Strassenbrücke (einspurig) mit Rohrleitung an der Brückenwand                     | Balkenbrücke                           | Beton       | 12         | 880          | - Brücke mit Metallgeländer und Asphaltfahrbahn |
|      | Derrière Bonnefontaine-Brücke                      | Charmey                       |      | Feldwegbrücke                                                                     | Balkenbrücke                           | Beton       | 12         | 874          | - Brücke mit Betonbrüstung und Asphaltfahrbahn - Fahrverbot für Motorwagen, Motorräder und Motorfahrräder: Landwirtschaft, Forstwirtschaft und Anwohner gestattet - Wanderland-Route 3 Alpenpanorama-Weg (Etappe 21 Jaun – Gruyères) - Schneeschuhwandern-Parcours 272 Charmey – Jaun (Charmey – Im Fang – Jaun) |
|      | Sous les Vanels-Brücke                             | Charmey                       |      | Strassenbrücke (zweispurig) mit Rohrleitung an der Brückenwand                    | Stein-Bogenbrücke                      | Stein Beton | 14         | 868          | - Die Brücke wurde 1927 erbaut. - Brücke mit Steinbrüstungen und Asphaltfahrbahn - Wanderland-Route 3 Alpenpanorama-Weg (Etappe 21 Jaun – Gruyères) - Eine hydrometrische Messstation des Kantons Freiburg befindet sich 30 m flussaufwärts. |
|      | La Tzintre-Brücke                                  | Charmey                       |      | Strassenbrücke (zweispurig) mit Velostreifen, Fussgängerstreifen und Trottoir 189 | Balkenbrücke                           | Beton       | 28         | 854          | - Brücke mit Metallgeländer und Asphaltfahrbahn - Höchstgeschwindigkeit 80 km/h - TPF-Buslinien 245 (Fribourg – La Roche – Charmey (Gruyère) – Jaun) und 260 (Gruyère – Charmey (Gruyère) – Jaun) - Veloland-Route 59 Saanenland–Freiburgerland (Etappe 3 Jaun – Fribourg) |
|      | Route de Motélon-Brücke                            | Charmey                       |      | Strassenbrücke (einspurig)                                                        | Balkenbrücke                           | Beton       | 14         | 843          | - Brücke mit Betongeländer und Asphaltfahrbahn - Vortritt vor dem Gegenverkehr (Fahrtrichtung Le Liençon) - Dem Gegenverkehr Vortritt lassen (Fahrtrichtung La Tzintre) - Veloland-Route 59 Saanenland–Freiburgerland (Etappe 3 Jaun – Fribourg) - Wanderweg |
|      | Chemin de l'Usine électrique-Brücke                | Charmey                       |      | Strassenbrücke (zweispurig)                                                       | Balkenbrücke                           | Beton       | 14         | 803          | - Brücke mit Betonbrüstungen, Holzgeländer und Asphaltfahrbahn - Brücke befindet sich bei der Kraftwerksanlage Broc / Montsalvens. - Wanderweg - Flussabwärts beim Delta des Lac de Montsalvens erstreckt sich das 13 Hektaren grosse national geschützte Auengebiet Lac de Montsalvens. |
|      | Übergang auf der Staumauerkrone Lac de Montsalvens | Broc – Châtel-sur-Montsalvens |      | Fussgängerübergang                                                                | Talsperre                              | Beton       | 110        | 803          | - Die 1920 erbaute Bogenstaumauer ist die Älteste der Schweiz. - Die Staumauer ist videoüberwacht. - Wanderland-Route 3 Alpenpanorama-Weg (Etappe 21 Jaun – Gruyères) |
|      | Brücke zur Staumauerkrone Lac de Montsalvens       | Broc                          |      | Fussgängerbrücke                                                                  | Bogenbrücke                            | Stahl       | 17         | 803          | - Brücke mit Metallgeländer und Gitterrostboden - Wanderland-Route 3 Alpenpanorama-Weg (Etappe 21 Jaun – Gruyères) |
|      | Oberer Steg in der Jaunbachschlucht                | Broc – Châtel-sur-Montsalvens |      | Fussgängerbrücke                                                                  | Balkenbrücke                           | Stahl       | 30         | 744          | - Brücke auf Betonflusspfeiler mit Metallgeländer und Holzbretterboden - Der Übergang ist nicht behindertengerecht (Treppe). - Wanderland-Route 3 Alpenpanorama-Weg (Etappe 21 Jaun – Gruyères) - Die Schlucht ist im Winter nicht begehbar. |
|      | Unterer Steg in der Jaunbachschlucht               | Broc                          |      | Fussgängerbrücke                                                                  | Bogenbrücke Balkenbrücke               | Stahl       | 54         | 703          | - Der Steg wurde 2020 neu erstellt. Das Bauwerk wurde von der Schweizerischen Mobiliar mitfinanziert. - Brücke mit Holzgeländer und Holzbretterboden - Wanderland-Route 3 Alpenpanorama-Weg (Etappe 21 Jaun – Gruyères) - Die Schlucht ist im Winter nicht begehbar. |
|      | Pont sur la Jogne (Rue de Montsalvens)             | Broc                          |      | Strassenbrücke (zweispurig) mit Trottoirs 189                                     | Balkenbrücke                           | Beton       | 180        | 685          | - Die Brücke wurde 1971/72 erbaut. Sie ersetzte eine alte Metallträgerbrücke von 1876. - Das Bauwerk überbrückt eine 35 Meter tiefe Schlucht. - Gekrümmte Brücke auf Betonpfeilern, Metallgeländer und Asphaltfahrbahn - Höchstgeschwindigkeit 80 km/h - TPF-Buslinien 260 (Gruyère – Charmey (Gruyère) – Jaun), 261 (N22 Bulle – Gruyères – Charmey) und 262 (Bulle – Broc) - Veloland-Route 59 Saanenland–Freiburgerland (Etappe 3 Jaun – Fribourg) - Wanderweg - Das Bauwerk überquert auch eine Lokalstrasse (Rue du Martinet). |
|      | Rue du Martinet-Brücke                             | Broc                          |      | Strassenbrücke (zweispurig) mit schmalen Trottoirs                                | Bogenbrücke                            | Stein Beton | 20         | 681          | - Brücke mit Metallgeländer und Asphaltfahrbahn - Betonpoller und Holzbalken verhindern eine Durchfahrt für Fahrzeuge. - Wanderweg |
|      | Obere Fabrik Cailler-Brücke                        | Broc                          |      | Fussgängerbrücke mit Rohrleitungen an den Brückenwänden                           | Balkenbrücke                           | Beton       | 25         | 680          | - Brücke mit Betonbrüstungen und Asphaltboden - Der private Übergang für Nestlé-Personal ist mit einem abschliessbaren Tor versehen. |
|      | Untere Fabrik Cailler-Brücke                       | Broc                          |      | Fussgängerbrücke mit Rohrleitung an der Brückenwand                               | Balkenbrücke                           | Beton       | 25         | 679          | - Brücke mit Betonbrüstungen und Asphaltboden - Der private Übergang für Nestlé-Personal ist mit einem abschliessbaren Tor versehen. |
|      | Rohrleitungsbrücke                                 | Broc                          |      | Rohrleitungsbrücke                                                                | Fachwerkbrücke                         | Stahl       | 28         | 678          | |
|      | Route du Lac-Brücke                                | Broc                          |      | Strassenbrücke (zweispurig) mit Rohrleitung an der Brückenwand                    | Bogenbrücke mit obenliegender Fahrbahn | Beton       | 31         | 677          | - Brücke mit Metallgeländer und Asphaltfahrbahn - Mountainbike-Route 2 Panorama Bike (Etappe 13 Charmey – Les Paccots) - Wanderland-Route 261 Sentier du Lac de la Gruyère (Etappe 1 Corbières – Broc – Corbières) - Bei der Mündung in den Greyerzersee befindet sich das 92 Hektaren grosse national geschützte Auengebiet Broc. |